# La Statuette brisée
La Statuette brisée est un livre-jeu écrit par Frédéric Blayo en 1987, et édité par Presses Pocket dans la collection Histoires à jouer : Sherlock Holmes, dont c'est le quatrième tome.